# Spoorlijn Courcelles-sur-Nied - Téterchen
De Spoorlijn Courcelles-sur-Nied - Téterchen was een Franse spoorlijn van Courcelles-sur-Nied naar Téterchen. De lijn was 30,1 km lang en heeft als lijnnummer 173 000.

## Geschiedenis
De lijn werd in twee gedeeltes geopend door de Reichseisenbahnen in Elsaß-Lothringen op 15 juni 1873 tot Boulay en op 15 oktober 1876 verlengd tot Téterchen. In 1888 werd de gehele lijn op dubbelspoor gebracht, het tweede spoor werd tussen 1940 en 1950 weer verwijderd. In 1948 werd het reizigersverkeer op de lijn gestaakt, daarna is het goederenvervoer in fasen  opgeheven waarna de gehele lijn in 1987 werd opgebroken. 

## Aansluitingen
In de volgende plaatsen is of was er een aansluiting op de volgende spoorlijnen:
Courcelles-sur-Nied
RFN 140 000, spoorlijn tussen Réding en Metz-Ville
Téterchen
RFN 174 000, spoorlijn tussen Metz-Ville en Hargarten-Falck